# Украинская формула мира
Украинская формула мира (укр. Українська формула миру, англ. Ukraine’s Peace Formula) — инициатива и дипломатическая платформа, которая предложена Украиной мировому сообществу для достижения завершения российско-украинской войны.

## История
21 сентября 2022 года Президент Украины Владимир Зеленский обратился в Генеральную Ассамблею ООН с предварительно записанным видео, в котором озвучил пять «необсуждаемых» условий для «формулы мира», среди которых наказание России за «преступления, совершенные против Украины», защита жизни «всеми доступными средствами, разрешенными уставом ООН», восстановление безопасности и территориальной целостности, гарантии безопасности со стороны других стран и решимость Украины продолжать защищаться.
Подробное содержание «формулы мира» из 10 пунктов было обнародовано Президентом Украины Владимиром Зеленским 15 ноября 2022 г. во время Саммита лидеров G20 на Бали в Индонезии.

## Предложения
Предложения Украины в 10 пунктах:
1. Радиационная и ядерная безопасность.
2. Продовольственная безопасность.
3. Энергетическая безопасность.
4. Освобождение всех пленных и депортированных (в том числе украинских детей).
5. Выполнение Устава ООН и восстановление территориальной целостности и мирового порядка.
6. Вывод российских войск и прекращение боевых действий.
7. Возвращение справедливости.
8. Противодействие экоциду.
9. Недопущение эскалации.
10. Фиксация окончания войны.

## Оценки
Министр иностранных дел России Сергей Лавров заявил: «Украина и западные страны продвигают предложенную Киевом „формулу мира“, но она нереализуема».
Президент США Джо Байден приветствовал стремление главы украинского государства Владимира Зеленского к справедливому миру, основанному на принципах ООН.
Федеральный канцлер Германии Олаф Шольц «Мирный план, который президент Зеленский продвигает по всему миру, четко выражает стремление к миру».
Глава турецкого МИДа Мевлют Чавушоглу: «Зеленский … предложил мирный план из десяти пунктов. Турция поддерживает этот мирный план и продолжает работать над ним».
Президент Зеленский отметил, что украинская формула мира может стать универсальной основой для прекращения других военных конфликтов на планете и преодоления глобальных проблем.

## Дипломатические встречи
Украинская формула мира обсуждалась в рамках следующих международных встреч без участия России:

### Встреча в Копенгагене
24 июня 2023 года в Копенгагене, Дания, между советниками по вопросам национальной безопасности и представителями из Украины, США, Европейского Союза, Великобритании, Дании, Индии, Италии, Канады, Германии, ЮАР, Саудовской Аравии, Турции, Франции, Японии и других стран.

### Встреча в Джидде
5 — 6 августа 2023 года в Джидде, Саудовская Аравия, — между 42 представителями стран Запада а также Бразилии, Египта, Индии, Индонезии, ЮАР и Китая.

### Встреча на Мальте
28-29 октября 2023 года в Валетте, Мальта, — между 66 представителями стран Запада и Глобального Юга. Среди новых участников были отмечены Армения, Святой Престол и Мексика.
На встрече в Мальте участники приняли документ, в котором засвидетельствовали намерение созвать Глобальный саммит на уровне лидеров стран-участников Формулы мира, на котором ожидается утверждение всех положений Украинской формулы мира лидерами государств.

### Встреча в Киеве
1 декабря 2023 г. в Киеве состоялась очередная рабочая (десятая по счету) встреча с представителями дипкорпуса разных государств по вопросам имплементации формулы мира. К обсуждению присоединились 86 участников: представители 83 иностранных государств и трех международных организаций. С украинской стороны в мероприятии приняли участие: министр обороны Рустем Умеров, министр юстиции Денис Малюска, заместитель председателя Верховной рады Елена Кондратюк, народный депутат Мустафа Джемилев, лауреат Нобелевской премии мира, правозащитница Александра Матвийчук, руководитель Офиса Президента Украины Андрей Ермак.
С мотивационной речью к участникам обратился посол United24 Ричард Брэнсон. На встрече были заслушаны заявления президента международной неправительственной организации общественных деятелей The Elders, бывшего президента Ирландии Мэри Робинсон и бывшего генерального секретаря ООН Пан Ги Муна, в которых прозвучали призывы ко всем странам приложить усилия для обеспечения справедливого мира в Украине на основе ключевых принципов Устава ООН. Речь также шла о важности создания специального трибунала за преступление агрессии.

### Глобальный саммит мира
15—16 июня 2024 года в Швейцарии состоялся Глобальный саммит по имплементации формулы мира на уровне мировых лидеров.